# Hochschule für Business und angewandte Wissenschaften „Varsovia“
Die Hochschule für Business und angewandte Wissenschaften „Varsovia“ (bis Juni 2024 Collegium Humanum – Warsaw Management University, auch C.H. Warsaw Management University) mit Sitz im Zentrum von Warschau, Polen ist eine in Polen anerkannte private Hochschule ohne Promotionsrecht. Sie war berechtigt, die polnischen Hochschulgrade licencjat (dt.: Lizentiat) und magister (dt.: Magister) zu verleihen.
Seit März 2024 steht die Hochschule wegen laufender staatsanwaltschaftlicher Ermittlungen bezüglich Titelhandels und anderer Vergehen unter staatlicher Zwangsverwaltung. Motiv des Titelerwerbs soll in vielen Fällen die Möglichkeit gewesen sein, mittels MBA in Aufsichtsräte öffentlicher Institutionen zu kommen.

## Geschichte
Im Jahr 2011 wurde das Humanum Institute for International Studies and Education gegründet, das Bücher und Journale herausgab sowie nach eigenen Angaben wissenschaftliche Symposien und Vorträge organisierte und Forschung durchführte. Bis 2022 wurde unter anderem eine Zeitschrift Humanum herausgegeben. Im Jahr 2018 bekam das Humanum Institute vom polnischen Ministerium für Wissenschaft und Hochschulbildung die Zulassung, eine private Hochschule zu gründen, was im August geschah (Reg. Nr. 383). Collegium Humanum war Teil eines Firmengeflechts aus GmbHs (Sp. z o.o.).
Seit November 2021 war Collegium Humanum Teil des Erasmus+ Programms der EU. Im Studienjahr 2022/23 studierten am Collegium Humanum rund 35.000 Personen in verschiedenen Modi. Die Lehrkräfte von C.H. waren hauptberuflich meist an öffentlichen Hochschulen beschäftigt. Für diese gilt eine Klausel, die eine verhältnismäßig hohe Quote von akademischen Lehrern vorsieht. Private Hochschulen müssen dies nicht erfüllen und können dadurch wesentlich mehr Studenten bei einer unzureichenden Betreuungssituation annehmen. Collegium Humanum pflegte eine aufwändige Öffentlichkeitsarbeit mit Festakten und Galas, prominenten Testimonials und PR-Aktionen. So wurden Geistliche einbezogen, ein Roboter zum Professor „ernannt“ oder Awards an Prominente aus der Populärkultur und Politiker vergeben, die zum Teil auch Funktionen in Gremien der Hochschule verliehen bekamen. Der Namenswechsel vom Sommer 2024 sollte einen Imagewechsel bewirken und geht auf die Prorektorin Magdalena Stryja zurück, die sich in der Partei Polska 2050 engagiert. Im Oktober folgte sie Paweł Poszytek als nunmehr dritter Rektor nach dem im Frühjahr festgenommenen Paweł Czarnecki.

## Campus
- Standort: Warschau
- Größe: ca. 800 m²
- Lage: Nähe U-Bahn-Station „Świętokrzyska“ und den Bahnhöfen „Warszawa Centralna“ und „Warszawa Śródmieście“

Am Campus bestanden ein Karrierezentrum, ein Language Centre für internationale Studierende und der Sitz der Hochschülerschaft. 2023 wurde ein neuer Sitz in Warschau eröffnet.

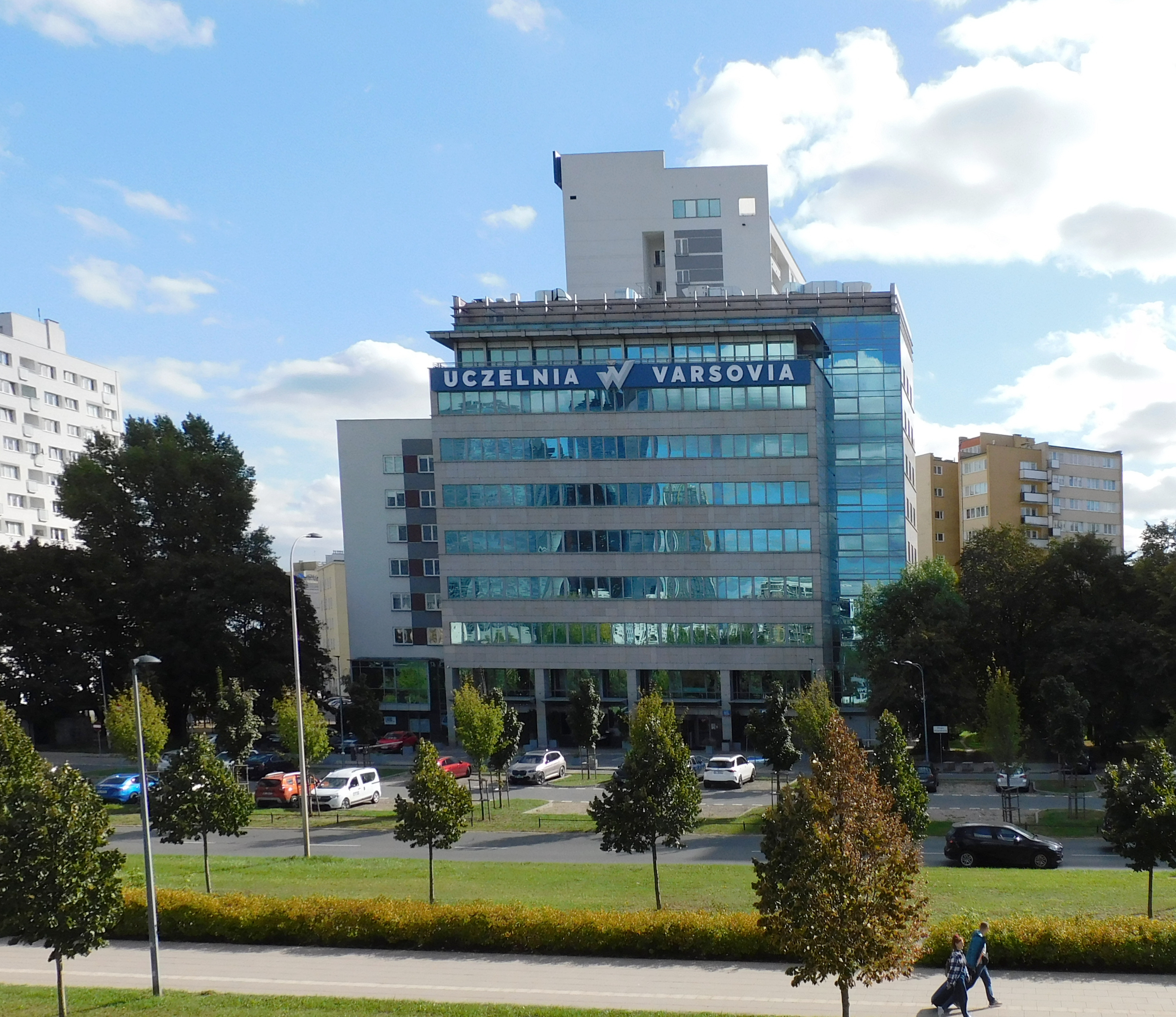
Hauptgebäude von Varsovia, ehemals Collegium Humanum, Warschau (2024)

## Studienangebot
Die Hochschule war berechtigt, die polnischen Hochschulgrade licencjat (dt.: Lizentiat, entspr. Bachelor) und magister (dt.: Magister) zu verleihen. Darüber hinaus umfasste das Studienangebot auch diverse Bachelor- und Masterstudiengänge und postgraduale Weiterbildungen. Das Bildungsangebot reichte von IT Management über HR & Talent Management bis hin zu International Business Management. Viele Studiengänge wurden auch in englischer Sprache angeboten.
Ende 2024 gab das polnische Bildungsministerium bekannt, dass einige Fachbereiche nach Maßgabe der Akkreditierungsagentur geschlossen werden sollen. In der Presse wurde von einer „Psychologenarmee“ geschrieben, die das Collegium Humanum „schnell und preiswert“ absolviert habe.

### Bachelorstudiengänge
Die Collegium Humanum – Warsaw Management University bot diverse Bachelor-Studiengänge an, die den Studierenden einen praxisorientierten akademischen Abschluss nach 6 Semestern ermöglichen sollten. Die Studiengänge wurden als Vollzeit- oder berufsbegleitendes Studium angeboten:
- HR and Talent Management
- International Business Management
- International Commercial and Business Law
- International Hospitality and Tourism Management
- IT Management
- Preventive and Health Science Management

### Masterstudiengänge
Die Masterstudiengänge des Collegium Humanum sollten den Studierenden nach dem Bachelor-Abschluss eine weitere Vertiefung ermöglichen und gleichzeitig eine intensivere wissenschaftliche Auseinandersetzung mit der von ihnen gewählten Thematik bieten. Besonderer Wert wurde laut C.H. auf die Vermittlung von Management Skills und Führungskompetenzen gelegt. Die Masterstudiengänge wurden, wie die Bachelorstudiengänge, als Vollzeit- oder berufsbegleitendes Studium angeboten und sollten in 4 Semestern absolvierbar sein:
- Executive International Business Management
- HR and Talent Management
- International Commercial and Business Law
- International Hospitality and Tourism Management
- IT Management
- Preventive and Health Science Management

### Weiterbildungsstudiengänge
Die Weiterbildungsstudiengänge (postgraduale Studien) mit verschiedenen Vertiefungen wurden berufsbegleitend angeboten und boten einen praxisorientierten Abschluss nach 2 bis 3 Semestern. Die Grade sind keine Hochschulgrade im Sinne des polnischen Hochschulgesetzes, sondern berufliche Weiterbildungsangebote (poln.: studia podyplomowe), die keine akademische Berechtigung vermitteln.
- MBA
- MSc
- DBA
- LL.M Business und International Law
- EMBA
- Magister

Einige Weiterbildungsstudiengänge des Collegium Humanum waren in Österreich bei der Agentur für Qualitätssicherung und Akkreditierung Austria (AQ Austria) mit Gültigkeit bis November 2023 registriert, während die dortige Meldung in anderen Fällen verweigert wurde.
Die Grade „Bachelor of Business Administration (BBA)“, „Master of Business Administration (MBA)“, „Master of Laws (LL.M.)“, „Master of Science in Management (MSc)“, „Doctor of Business Administration (DBA)“ und weitere englischsprachige Bezeichnungen sind keine Hochschulgrade im Sinne des polnischen Hochschulgesetzes. Es handelt sich hierbei um berufliche Weiterbildungsangebote (poln.: studia podyplomowe), die gemäß polnischem Hochschulgesetz nicht zu einem Hochschulgrad führen und keine akademischen Berechtigungen vermitteln. Vor dem Hintergrund der deutschen länderrechtlichen Vorgaben für die Führung ausländischer Hochschulgrade sind sie somit in Deutschland nicht führbar.

## Skandal um Vergabe akademischer Abschlüsse seit 2022 und Ermittlungen seit 2024
Im Februar 2024 wurde bekannt, dass die polnischen Behörden nach ersten Untersuchungen von Ende 2022 erneut Ermittlungen gegen die Hochschule anstellten. Der Hauptvorwurf lautete auf unlautere Vergabe akademischer Titel, etwa MBA, gegen Geldzahlungen, bei mangelhafter Prüfungssituation und binnen kürzester Frist. Unter den bekannten Kunden und Absolventen befinden sich Funktionäre öffentlicher Institutionen und Unternehmen aus dem Umfeld der im Herbst 2023 abgelösten Regierungspartei PiS sowie zahlreiche (Kommunal-)Politiker verschiedener Parteien, außerdem öffentliche Bedienstete und einige höhere Offiziere, auch Generäle. Abschlüsse des Collegium Humanum besitzen auch der Breslauer Oberbürgermeister Jacek Sutryk und Personen aus seiner Entourage, die der Bürgerplattform (PO) nahestehen. Die Breslauer Stadtverwaltung erstattete den Kadern 80 % der Kosten. Sutryk wurde im November 2024 festgenommen. Auch Posener höhere Verwaltungsbeamte absolvierten das MBA-Programm des Collegium Humanum. Dieses warb in den Regionen für den Abschluss und gründete dort Zweigstellen, u. a. in Lublin und Rzeszów. Ferner bestand eine Schulungsvereinbarung mit dem staatlichen Sozialversicherungsträger ZUS. Während die Causa Collegium Humanum aufgrund P. Czarneckis Nähe zur PiS anfänglich als eine der Affären im Nachgang der achtjährigen Regierungszeit von Zjednoczona Prawica galt, zeigte sich im späteren Verlauf, dass die Mehrzahl der Kader mit CH-Titeln in großen Stadtverwaltungen beschäftigt war, die von der Bürgerplattform oder ihr nahestehenden Lokalkomitees kontrolliert wurden. Eine Ursache für diese Diskrepanz liegt darin, dass die PiS in den meisten Großstädten wenig Zuspruch findet, während die von ihr dominierten Kleinstädte und Landgemeinden insbesondere des östlichen Polens keine vergleichbare Zahl von Posten für politiknahe Kader bieten.
Vorwürfe bezüglich der Titelvergabe hatte zuerst die polnische Newsweek erhoben, die seit 2021/22 zu der Hochschule recherchierte und publizierte. Gegen die Redaktion hatte Collegium Humanum, begleitet von der PiS-nahen Presse, einige  Gerichtsverfahren angestrengt und konnte so mehrere Urteile zulasten des Magazins erwirken, wobei dieses Rechtsmittel einlegte. Eine Rüge des Medienethikrates gegenüber Newsweek war im November 2022 revidiert worden. Zuletzt klagte die Hochschule im Januar 2024 gegen das Magazin wegen der Veröffentlichung eines „parteiischen Interviews“ zum Collegium Humanum.

### Hauptverdächtige
Die polnische Antikorruptionsbehörde CBA nahm sieben Verdächtigte als Kern einer kriminellen Vereinigung fest, darunter den bis März amtierenden Rektor und Philosophen Paweł Czarnecki (* 1980), laut der Presse ein Neffe des ehemaligen Europaparlamentariers Ryszard Czarnecki (Partei PiS - Recht und Gerechtigkeit), der sich als Testimonial und Netzwerker von Collegium Humanum betätigt hatte. Dem Rektor wurden anfänglich 30 Vergehen zur Last gelegt, darunter sexuelle Nötigung von Personal.
Mitte September 2024 wurde bekannt, dass sich die Zahl der Vorwürfe gegen den Ex-Rektor P. Czarnecki inzwischen auf 75 erhöht hatte. Zeitgleich wurden Ryszard Czarnecki und seine Gattin Emilia H. verhört, konnten jedoch gegen insgesamt 200.000 Złoty Kaution und Einwilligung in ein Kontaktverbot mit anderen Prozessbeteiligten auf freiem Fuß bleiben. Der Vorsitzende der PiS, Jarosław Kaczyński, suspendierte Czarnecki darauf von allen Mitgliedsrechten. Die Vorwürfe gegen R. Czarnecki lauten auf kollusive Einflussnahme bei Ministerien und Behörden im In- und Ausland sowie auf unlautere Zahlungen an P. Czarnecki, gegen Emilia H. auf Annahme einer Scheinbeschäftigung im Umfang von etwa 100.000 Złoty sowie eines Stipendiums ohne akademische Tätigkeit. Insgesamt waren zu diesem Zeitpunkt 47 Personen im Fall Collegium Humanum angeklagt.  P. Czarnecki wurde Mitte November gegen eine Kaution von 2 Mio. Złoty vorläufig freigelassen; es galt ebenfalls ein Kontaktverbot. Daraufhin setzte er Beiträge in Social Media ab, die andere Verdächtige belasteten, und stellte Luxusgüter zur Schau. Zu diesem Zeitpunkt hatte sich die Zahl der Vorwürfe gegen ihn auf etwa 100 erhöht. Im Dezember 2024 beging ein Verdächtiger mutmaßlich Selbstmord im Streifenwagen, indem er sich die Kehle durchtrennte.  Den meisten Verstrickten und Kunden des Collegium Humanum wurde bereits im Frühjahr eine Kronzeugenregelung angeboten. In Polen ist das Führen gekaufter Titel grundsätzlich strafbewehrt, wenn daraus finanzielle Vorteile erwuchsen.
P. Czarnecki war bereits 2014 Ziel von Plagiatsvorwürfen, die von der zuständigen Kommission seiner damaligen Hochschule nicht anerkannt wurden, obwohl ein habilitierter Fachmann umfassende Plagiate auf 140 Seiten seiner Doktorarbeit ausgemacht hatte. Die Vorwürfe wurden 2024 erneuert. Czarnecki selbst erhielt zahlreiche akademische Titel verschiedener Fachbereiche, darunter mehrere aus der Slowakei. Im Februar 2025 wurde sein Doktortitel in Theologie aberkannt. Damit ist seine venia legendi hinfällig. Mitte Mai gab die Staatsanwaltschaft bekannt, gegen ihn wegen eines gefälschten Ingenieursdiploms zu ermitteln. Im Sommer 2025 wurde bekannt, dass P. Czarnecki die Hochschule, mutmaßlich über Mittelsleute, weiterhin lenkt, trotz eines  Kontaktverbots. Einige der C.H.-Gesellschaften löste er zwischenzeitlich auf.
Der Philosoph war früher wegen Erwerbs einer Luxusimmobilie in Warschau aufgefallen, wobei er sich dafür als Rektor statutenwidrig ein Darlehen vom Collegium Humanum erteilt hatte, das in Summe in etwa (ca. 10 Mio. Złoty) einem zeitgleichen Zuschuss des Bildungsministeriums an die Hochschule entsprach.

### Geschäftsmodell
Der Lehrbetrieb seit 2018 wird mit einer Gesetzesänderung im Vorjahr in Verbindung gebracht, die einen MBA als hinreichende Voraussetzung eines Aufsichtsratsmandats bei öffentlichen Anstalten und Unternehmen in den Fällen vorsah, in denen Bewerber keinen einschlägigen Abschluss oder Berufstitel vorweisen konnten. 2018 wurden unter Bildungsminister Jarosław Gowin die Prüfungsvorschriften für postgraduale Studiengänge gelockert: der Zulassungsvorbehalt neuer Studiengänge vonseiten der polnischen Akkreditierungsagentur wurde abgeschafft, was man offiziell mit der reiferen Klientel solcher Studienangebote begründete. Erst Mitte 2025 wurde bekanntgegeben, dass am C.H. Abschlüsse grundständiger Studien im gleichen Maße gehandelt wurden, wie MBA-Titel. Das Bildungsministerium erwog 2024 nach Prüfung von damals mehreren hundert bis tausenden Verdachtsfällen die Abschlüsse zu kassieren. Die an dieser Stelle unvollkommene polnische Rechtslage macht in dieser Sache einen Gerichtsentscheid erforderlich. Der Lehrbetrieb am Collegium Humanum für zuletzt 32.000 Studierende, davon 9.000 im ersten Studienjahr, war unterdessen weitgehend eingestellt. Zeugen beklagten das allgemein geringe Niveau der durchgeführten Prüfungen: es wurden beispielsweise Multiple Choice Klausuren als Abschlussprüfung abgehalten, wo neben Anfertigung einer Abschlussarbeit üblicherweise ein Rigorosum hätte stattfinden müssen. In vielen Fällen räumte C.H. aufgrund von fingiertem  Studienfortschritt an anderen Privathochschulen die direkte Einreichung von Abschlussarbeiten ein.
Collegium Humanum warb mit der wechselseitigen Anerkennung von Abschlüssen durch Hochschulen vor allem im osteuropäischen und weiteren postsowjetischen Ausland, dem viele Auslandsstudierende in Polen entstammen, insbesondere mit Hinblick auf Zentralasien. Einige der angeführten Kooperationspartner in Europa bestehen faktisch nicht oder haben kein Recht, die betreffenden akademischen Grade zu vergeben. P. Czarnecki war seit Ende 2022 Honorarkonsul des autoritär regierten Usbekistan.  Seit 2021 gibt es eine Außenstelle in Andijon, weitere in Tschechien und der Slowakei. In Wien besteht ein sogenanntes Studienberatungszentrum des Collegium Humanum, das in Zusammenarbeit mit mindestens zwei österreichischen Anbietern Doktorate binnen 10 Monaten und Habilitationen und Professorentitel binnen Jahresfrist vermittelte. Daher wird der Verdacht erhoben, dass insbesondere die Filialen bei geringen Prüfungs- und Kontrollstandards als Titelmühlen gedient haben.
Enge Kontakte pflegte das Collegium Humanum auch nach Russland und Belarus: einerseits zu der Staatlichen Universität des Kubangebiets in Krasnodar, andererseits zu einer Präsident Putin unterstehenden Wirtschafts- und Rechtsakademie in Moskau. Außerdem arbeitete man mit einer belarussischen Akademie für Fernmeldewesen zusammen. Ein Mitarbeiter des Collegium Humanum, der ehemalige Samoobrona-Politiker Mateusz Piskorski, wird der Spionage für Russland bezichtigt. Teil des Geschäftsmodells von Collegium Humanum war Mithilfe bei der Umgehung des zentralen Hochschul-Aufnahmetests in der Ukraine: dort müssen Personen, die bereits ein Jahr in der EU studierten, keine Prüfung mehr ablegen. Eine größere Zahl der am Collegium Humanum eingeschriebenen Ukrainer waren laut Behörden Scheinstudenten. Ende Oktober 2024 wurden drei Mitarbeiterinnen von ukrainischen Hochschulen vom CBA festgenommen, die der neuen Hochschulleitung für 60 falsche Diplome 40.000 $ angeboten hatten. Für die Geschäftsbeziehungen in die Ukraine soll der ehemalige stellvertretende CH-Rektor Taras G. verantwortlich gewesen sein. Der ukrainische Staatsbürger wurde beim Grenzübertritt im Mai 2025 vom CBA festgenommen. Bei der Vernetzung und Gründung von Zweigstellen im übrigen postkommunistischen Ausland sollen ehemalige Parteikader der tschechoslowakischen KP und der PZPR eine Rolle gespielt haben, mit denen sich Paweł Czarnecki umgab, sowie die PiS-Politiker Ryszard Czarnecki und Karol Karski.

### Vorgehen der Behörden und Konsequenzen
Mitte März 2024 wurde Collegium Humanum mitsamt der Teilgesellschaften nach weiteren Festnahmen unter Zwangsverwaltung gestellt. Wenig später gab die zuständige Dependance der Generalstaatsanwaltschaft zu Katowice bekannt, dass ein früherer Leitungskader der polnischen Akkreditierungsagentur vom Collegium Humanum auf eigenes Betreiben seit 2019 Gelder in Höhe von insgesamt etwa 500.000 Złoty erhalten hatte. Zudem wurden seine Ehefrau und seine Schwester dort angestellt. Im Gegenzug hatte er durch internen Druck vorteilhafte Bewertungen von Studiengängen des Collegium Humanum erwirkt. Am 27. März 2024 gab die polnische Regierung bekannt, MBA-Abschlüsse des Collegium Humanum im öffentlichen Sektor, soweit dem Zentralstaat zugehörig, nicht mehr als Qualifikation anzuerkennen. Für Warschauer kommunale Gesellschaften räumte Stadtpräsident Trzaskowski den Nachweis eines effektiven Studienabschlusses bis Jahresende ein. Andere Großstädte trafen vergleichbare Vorkehrungen. Im Juni kam es zu weiteren Festnahmen, darunter von drei Rektoren privater Hochschulen. Seit Juli durfte Collegium Humanum auf staatsanwaltliche Anordnung hin keine Zeugnisse oder Leistungsnachweise mehr ausstellen, was den Hochschulwechsel zahlreicher Studenten erschwert, die sich nach dem Urteil eines Rechtsbeistands in einer juristischen Sackgasse befinden. Der Ombudsmann für Bürgerrechte riet den Studenten Anfang September, Entschädigungsklagen anzustrengen. Zuvor hatte das Ministerium für höhere Bildung unter Dariusz Wieczorek Stipendiengelder in Höhe von 18 Mio. Złoty eingefroren. Nach Studentenprotesten gab die Hochschulleitung bekannt, dass die Prüfungen im Dezember wieder aufgenommen werden sollten. Die Situation war aber noch im Frühjahr darauf unzureichend. Mitte Februar 2025 gab die Zentrale Staatsanwaltschaft Polens (prokuratura krajowa) bekannt, binnen einiger Monate Anklage zu erheben. Zu diesem Zeitpunkt wurde gegen über 50 Verdächtige ermittelt. Anfang März kam es nochmals zu Festnahmen. Die nächsten Festnahmen folgten Mitte Mai. Es handelte sich um Leiter von Privathochschulen, deren Angestellte sowie den Betreiber eines privaten Gymnasiums. Auch im Sommer wurde eine mit C.H. verbundene Funktionärin festgenommen.

## Namensgebung, ähnliche Fälle und Verflechtungen
Private Hochschulen mit Seriosität suggerierenden altsprachlichen Namensbestandteilen wie „humanum“, „humanitatis“ und „humanitas“ gerieten in Polen in den vergangenen 20 Jahren mehrfach in die Schlagzeilen. Etwa zur Mitte der 2010er-Jahre hatte es dort eine Konkurswelle privater Hochschulen gegeben, bedingt vielfach durch mangelnde Qualität, aber auch durch den demographischen Wandel. P. Czarnecki amtierte unmittelbar vor Gründung des Collegium Humanum bereits als Rektor einer anderen privaten Managementhochschule in Warschau. Als dem Collegium Humanum vergleichbarer Fall, allerdings geringeren Umfangs, wird die private Handelshochschule Wyższa Szkoła Handlu i Usług in Poznań eingeschätzt, deren Kanzler ein ehemaliger Parlamentsabgeordneter der PiS war. Auch hier wurden Parteikader mit MBA-Titeln ausgestattet. Die am Hochschulbetrieb beteiligte Gattin des Kanzlers wurde zudem des Plagiats überführt.
Collegium Humanum ist einer der Untersuchungsgegenstände einer Kommission, die russische Einflussnahme in Polen 2004–2024 aufklären soll. Sie wurde bereits unter dem Kabinett Morawiecki II eingerichtet, galt der damaligen Opposition als dessen politisches Instrument und wurde nach dem Machtwechsel zu Tusk III vollständig umbesetzt. Gegenwärtig sitzt ihr der Geheimdienstgeneral und Leiter des Militärgeheimdienstes SKW, Jarosław Stróżyk vor. Er enthüllte, dass der SKW Funktionären in mehreren Fällen Studien am C.H. erstattete. Zwischenzeitlich wurde bekannt, dass Stróżyk einen Doktortitel an der Universität im ostpolnischen Siedlce erworben hatte, die selbst 24 Kooperationsverträge mit russischen und belarussischen Institutionen schloss, darunter auch mit den bisherigen Partnern von Collegium Humanum.
Im September 2024 wurde der Fall des Betreibers der sog. Akademia Humanitas, Michał Kaczmarczyk (* 1981), in Sosnowiec publik, der über diese Hochschule und ein Netz aus Firmen massenhaft Qualitäts-Zertifikate verkauft hatte, etwa „akademischer Oscar“, „freundliche Behörde“, „europäischer Spitzenreiter der Qualität“ und „Spitzenreiter bei der Patientenzufriedenheit“. Kunden waren neben öffentlichen Hochschulen und Behörden wie im Fall Collegium Humanum auch der Sozialversicherungsträger ZUS. Dem Zertifikathandel geht bereits die Staatsanwaltschaft nach. Bis Ende 2022 hieß diese Hochschule Wyższa Szkoła Humanitas.
P. Czarnecki war zum Zeitpunkt seiner Verhaftung auch Präsident einer Akademia Medyczna Humanum, die seit Mitte 2024 als Akademia Medyczna Nauk Stosowanych i Holistycznych firmiert. An dieser Hochschule werden faktisch größtenteils Fachschulstudien in Heilberufen angeboten (nicht das Medizinstudium). Sie besteht bereits seit 2007 und unabhängig vom Konglomerat Collegium Humanum. Früher hieß sie Hochschule für Rehabilitation.
In einer Gesamtschau zur Problematik akademischer Missbräuche vom Herbst 2024 wurde insbesondere auf einen „akademischen Tourismus“ polnischer Hochschullehrer in die Slowakei hingewiesen. Dieser hatte meist die schnelle Erlangung von Habilitationen zum Ziel. Ein späterer Beitrag machte auf den Gebrauch bulgarischer Titel in Polen aufmerksam.

## Internationale Kooperationen
Die Collegium Humanum – Warsaw Management University versuchte ihre Entwicklung durch kontinuierlichen Aufbau und Intensivierung von Kooperationen mit Bildungsanbietern aus dem In- und Ausland voranzutreiben. Zuletzt arbeitete Collegium Humanum mit folgenden Kooperationspartnern zusammen:
- Studienzentrum AfUM in Monheim[151][152][153]
- Studienzentrum Hohe Warte in Wien-Döbling[154]
- Alfred Nobel Open Business School (ANOBS) Switzerland[155][156]
- Apsley Business School, London
- Austrian Training Center for Neuro-Linguistic Programming and Neuro-Linguistic Psychotherapy (OETZ-NLP&NLPt) - The Coaching- and Psychotherapy-Academy, Wien (Keine Registrierung bei der AQ Austria)
- Limburg Graduate School of Business, Maastricht[157]
- Mastermind College London der Denkansporn GmbH[158]
- Swiss School of Management, Rom[159]
- Collegium Humanum – Warsaw Management University, 1010 Vienna, Registrierung 2018 AQ Austria
- WIWIA Wissenschafts- und Wirtschaftsakademie GmbH, Eisenstadt, Registrierung 2020 AQ Austria
- Newton College University of Applied Business, Prag[160]
- POBS private online business school, Wien (Keine Registrierung bei der AQ Austria)
- Universidad Azteca[161]

## Verlagstätigkeit
Nach Aufbau des Hochschulbetriebs konzentrierte man sich auf folgende Organe:
- International Social and Humanities Studies – Humanum, ISSN 1898-8431.
- European Social and Humanities Studies – Prosopon, ISSN 1730-0266.
- International Humanities Studies – Society and Education, ISSN 1898-0171.
- Language and Communication, ISSN 2084-5111.